# Hilara nimia
Hilara nimia är en tvåvingeart som beskrevs av White 1916. Hilara nimia ingår i släktet Hilara och familjen dansflugor. Inga underarter finns listade i Catalogue of Life.